# Lista de episódios de Liberdade 21
Esta é uma lista de episódios do drama judicial português Liberdade 21. Protagonizada pelos atores  António Capelo, Ana Nave e Rita Lello, esta série foi produzida pela SP Televisão, para ser exibida na RTP1.
A transmissão da sua primeira temporada, composta por 16 episódios, começou no sábado, 18 de outubro de 2008, às 21h20m..
A transmissão da segunda temporada, composta também por 16 episódios, devido às baixas audiências da série, foi dividida em dois momentos. Na RTP1, Liberdade 21 estreou às 21h na quinta-feira, 7 de janeiro de 2010 e terminou quatro emissões depois, a 11 de fevereiro de 2010. No domingo, 19 de junho de 2011, a série retornou, às 22h15m, com novos episódios. Este segundo momento terminou no domingo, 18 de setembro de 2011, após a emissão de 12 episódios. 
Após a reposição, na RTP África, dos 6 episódios iniciais da Série 2 de Liberdade 21, na segunda-feira, 7 de novembro de 2011, às 22h45m, começou a transmissão dos primeiros 6 episódios da terceira temporada desta série, tendo terminado com um episódio duplo no dia 5 de dezembro de 2011. Nas madrugadas da semana de 27 de dezembro a 31 de dezembro de 2011, estes episódios ainda inéditos na RTP1 foram transmitidos. Apesar de tudo, a temporada, composta por 20 episódios, viria a estrear oficialmente, em horário nobre, com a emissão destes episódios e dos restantes da série, entre os dias 2 de fevereiro e 19 de julho de 2012.

## Visão Geral
| Série | Série     | Episódios | Episódios | Temp.     | Temp.     | Episódios             | Transmissão Original  | Transmissão Original                                   | Dia da Semana | Audiências (média dos episódios) | Elenco Principal                                                                   |
| Série | Série     | Episódios | Episódios | Temp.     | Temp.     | Episódios             | Estreia de Temp.      | Final de Temp.                                         | Dia da Semana | Audiências (média dos episódios) | Elenco Principal                                                                   |
| ----- | --------- | --------- | --------- | --------- | --------- | --------------------- | --------------------- | ------------------------------------------------------ | ------------- | -------------------------------- | ---------------------------------------------------------------------------------- |
|       | 1         | 26        | 16        |           | 1         | 16                    | 18 de outubro de 2008 | 4 de abril de 2009                                     | Sábado        | 614 835                          | António Capelo, Ana Nave, Rita Lello, Albano Jerónimo, Rúben Gomes e Cleia Almeida |
| 10    | 1         | 26        |           | 2         | 16        | 7 de janeiro de 2010  | 7 de dezembro de 2011 | Quinta-Feira (ep. 01 a 04) e Domingo (ep. 05 a 16)     | 395 063       |                                  | António Capelo, Ana Nave, Rita Lello, Albano Jerónimo, Rúben Gomes e Cleia Almeida |
|       | 2         | 26        | 6         | 2         | 16        | 7 de janeiro de 2010  | 7 de dezembro de 2011 | Quinta-Feira (ep. 01 a 04) e Domingo (ep. 05 a 16)     | 395 063       |                                  | António Capelo, Ana Nave, Rita Lello, Albano Jerónimo, Rúben Gomes e Cleia Almeida |
| 20    | 2         | 26        |           | 3         | 20        | 7 de novembro de 2011 | 19 de julho de 2012   | Segunda-Feira (na RTP África) e Quinta-Feira (na RTP1) | 233 761       |                                  | António Capelo, Ana Nave, Rita Lello, Albano Jerónimo, Rúben Gomes e Cleia Almeida |
|       | Making Of | Making Of | Making Of | Making Of | Making Of | 1                     | 13 de outubro de 2008 | 13 de outubro de 2008                                  | Segunda-Feira | 785 097                          | António Capelo, Ana Nave, Rita Lello, Albano Jerónimo, Rúben Gomes e Cleia Almeida |

## Primeira Temporada (2008-2009)
Abaixo, estão listados os episódios da primeira temporada de Liberdade 21, exibidos entre 18 de outubro de 2008 e 4 de abril de 2009:
| Ep.# | Título      | Argumento       | Realização      | Transmissão Original    | Espectadores |
| --- | ----------- | --------------- | --------------- | ----------------------- | ------------ |
| PRIMEIRA SÉRIE (produção de vinte e seis episódios no primeiro semestre de 2008) |             |                 |                 |                         |              |
| |             |                 |                 |                         |              |
| 1.01 | Episódio 01 | Pedro Lopes     | Sérgio Graciano | 18 de outubro de 2008   | 595 917      |
| Na Vasconcelos, Brito e Associados o dia começa com a habitual reunião de sócios, onde se discutem não só os casos jurídicos como a vida pessoal dos advogados. Raul, como sempre, incendeia o ambiente ao mostrar-se descontente com a ascensão de Pedro Pimentel a sócio do escritório, sentindo o seu lugar de principal sedutor ameaçado. E tem razão para se sentir assim…o jovem Pedro faz mais uma tentativa para seduzir Sofia. A advogada aceita representar “Carla”, um homem que se submeteu a uma operação de mudança de sexo, e que quer alterar o assento de nascimento. Pedro é chamado de urgência ao aeroporto de Lisboa, onde o primo e a mulher foram proibidos de embarcar por ordem judicial. Afonso, ao dar apoio jurídico a uma mulher que quer interpor um recurso por ter perdido na primeira instância, um processo contra o marido que a havia sequestrado e que o juiz mandou em liberdade por considerar que ela tinha faltado aos seus deveres conjugais, vai acabar por se ver envolvido numa espiral de violência que culmina numa tentativa de homicídio. Beatriz vai passar por momentos difíceis: é ameaçada pelo ainda marido Francisco e o novo namorado é atingido por um tiro. |             |                 |                 |                         |              |
| |             |                 |                 |                         |              |
| 1.02 | Episódio 02 | Pedro Lopes     | Sérgio Graciano | 25 de outubro de 2008   | 766 179 (‡)  |
| Antes da habitual reunião dos advogados da Vasconcelos, Brito e Associados, em que não falta mais um despique com Helena, sócia e antiga conquista, Raul mostra uma vez mais que está disposto a tudo para ganhar. Convence Jorge, pressionado por um grupo de ambientalistas que entrepuseram uma providência cautelar contra a construção de um campo de golfe, a suborná-los, encomendando à empresa de um deles, o estudo de impacto ambiental do projecto. Raul, ardiloso, entrega a Francisco a tarefa de conversar com os ambientalistas, e convence Pedro a ficar com o caso que o estagiário tinha em mãos, vincando bem o seu grau de dificuldade e importância. Pura ilusão. Trata-se de uma simples disputa entre vizinhas que vai terminar num Julgado de Paz com uma lavagem de roupa suja, por causa de roupa mal estendida. Sofia Barreto que suspira por Afonso com quem namorou na faculdade e é desejada por Pedro, recebe a visita de uma mulher, vítima de violência doméstica, que se quer divorciar, embora sem coragem de enfrentar o marido, a que se junta o medo de perder a custódia dos filhos, na regulação do poder paternal. O escritório entra em grande alvoroço com a invasão do marido, que procura em fúria a família ali escondida. Um conflito de interesses está iminente quando Afonso aceita defender uma empregada que Jorge despediu acusando-a de ter roubado as jóias da sua jovem mulher, que por sinal é, de entre outros, amante de… Raul. |             |                 |                 |                         |              |
| |             |                 |                 |                         |              |
| 1.03 | Episódio 03 | João Nunes      | Sérgio Graciano | 8 de novembro de 2008   | 643 212      |
| O dia no escritório amanhece cinzento. Sofia Barreto chega atrasada à reunião matinal da Vasconcelos, Brito e Associados e confronta-se com o cinismo de Pedro Pimentel, a repreensão de Helena e o sarcasmo de Raul. Durante um exercício de simulacro de incêndio, Sofia perde uma carta importante de um cliente que Pedro apanha mas não devolve imediatamente à colega, acabando por fazê-lo mais tarde, na tentativa de recolher os louros por ter encontrado o documento. Sofia recebe um jovem casal que vai representar num caso de negligência médica, depois do bebé que a mulher esperava ter morrido em consequência do parto. Neste processo vai contar com a ajuda de Afonso e do investigador Paulo Ruas que resgata em Espanha uma testemunha fundamental com quem já ninguém contava. Disposta a conquistar Afonso, Júlia oferece-lhe bilhetes para ele assistir com o filho a uma peça infantil, contando acompanhá-los mas, a táctica de sedução, não tem o efeito pretendido. Pedro empurra para Francisco o caso de uma mulher que ficou paraplégica num acidente de automóvel e que agora, em pleno processo de divórcio, luta contra o marido que a ameaça com a venda do carro adaptado com que ela vai trabalhar. Vale a atenção de Raul quando o estagiário quase deita tudo a perder ao cometer um erro processual. Raul Vasconcelos vai ter pela frente um novo desafio ao defender uma cliente abastada que contesta a herança do avô. Um quadro que antes era considerado um mamarracho, adquire afinal um valor que motiva muita cobiça. |             |                 |                 |                         |              |
| |             |                 |                 |                         |              |
| 1.04 | Episódio 04 | Tiago R. Santos | Sérgio Graciano | 22 de novembro de 2008  | 510 786      |
| Pouco a pouco o escritório começa ganhar vida e Raul Vasconcelos dá o exemplo, como um dos primeiros a chegar. Toma café e é abordado por Pedro Pimentel que tenta fazer conversa a propósito do jogo do Sporting, da noite anterior. Raul reage mal à tentativa de aproximação do seu jovem sócio. No entanto, mostra-se mais cortês com Afonso, percebendo que este ainda lida dificilmente com a condição de divorciado. E acabam os dois a falar de futebol. Sofia é chamada a representar um cliente cuja ex-mulher exige uma pensão de alimentos, alegando não possuir rendimentos que permitam sustentar-se a si e à filha. No entanto, os números da sua conta bancária, comprometem o plano para enganar o marido. Afonso Ferraz vai deparar-se com um caso de pornografia de menores, quando uma mãe solteira desesperada lhe entrega uma cassete que encontrou ao revistar o quarto do filho de catorze anos, depois de alertada para o mau comportamento escolar do miúdo. As imagens são suficientes para colocar dois arguidos em prisão preventiva mas vai ser preciso algo mais para o advogado obter uma condenação. Condenado a ouvir das boas está Raul, depois de Helena Brito descobrir que ele gastou quatro mil euros em almoços e jantares com clientes. Pedro, sempre a lamentar-se que não tem casos importantes, recebe um homem que se queixa de ter sido mordido por um cão e, por isso, quer processar a dona do animal. Só que, debaixo da ligadura que cobre a sua mão, não existe qualquer ferida, e tudo não passa de uma maneira de chamar a atenção da dona do animal, que sempre o ignorou. |             |                 |                 |                         |              |
| |             |                 |                 |                         |              |
| 1.05 | Episódio 05 | Nuno Duarte     | Sérgio Graciano | 29 de novembro de 2008  | 444 573      |
| O dia começa em clima de verdadeira euforia no escritório de advogados. Fazem-se as contas ao desempenho do último ano e Helena regozija-se pelos resultados alcançados. Aumentaram as vitórias em tribunal e também os lucros. Aumentou também o interesse espanhol em adquirir a Vasconcelos, Brito e Associados. Helena está receptiva a propostas mas Raul, principal accionista, nem quer ouvir falar do assunto. Terminada a reunião, antes de meter mãos ao trabalho, Afonso tem mais uma prova de fogo no relacionamento com o filho que quer assistir a um espectáculo de Wrestling. Afonso tenta demovê-lo provocando nova briga que, mais uma vez, só termina quando o pai cede à vontade da criança. Pela frente o advogado tem a dura tarefa de representar um homem marcado por um passado de toxicodependência e por uma sucessão de tragédias. A mulher faleceu e, pouco tempo depois, a filha mais velha morreu num acidente de automóvel. O Ministério Público avançou com a acusação de homicídio por negligência, colocando igualmente em causa a capacidade do pai para cuidar dos outros dois filhos. Sofia Barreto consegue concluir com êxito um processo de adopção, mas a maior dificuldade deste caso ainda está para vir porque os pais adoptivos, contra o que está previsto na lei, querem alterar o nome da menina que adoptaram. Pedro Pimentel é o anjo de serviço ao defender uma noviça num caso de utilização abusiva de um cartão de crédito. A irmã tem “às costas” uma alegada dívida de quatro mil euros, gastos por conta… numa sex-shop. |             |                 |                 |                         |              |
| |             |                 |                 |                         |              |
| 1.06 | Episódio 06 | Susana Romana   | Sérgio Graciano | 6 de dezembro de 2008   | 539 163      |
| A habitual reunião em que se distribuem os processos pelos advogados do escritório é interrompida pela entrada de Vera Tavares. A nova estagiária é criticada por Helena por ter chegado atrasada, mas rapidamente se percebe que o culpado desse atraso é Raul, por ter transformado a jovem em moça de recados, logo pela manhã. A coragem de Sofia vai de novo ser posta à prova ao defender uma rapariga que abandonou a filha logo depois do parto e que agora é acusada da morte da recém-nascida. O tribunal, em primeira instância condenou-a, com uma pesada pena de prisão mas, o recurso interposto pela advogada, vai atenuar o sofrimento da jovem. Afonso Ferraz vai devolver a esperança a uma mulher desesperada pelas dificuldades de sustentar dois filhos cujo pai recusa pagar a pensão decretada pelo tribunal. A situação piora com a iminente perda do Fundo de Garantia de Alimentos. Pedro Pimentel, sempre ávido de processos importantes, descarta-se da representação pró bono de uma associação beneficente, mas não arranja melhor. É procurado pela sua antiga ama, que pretende receber a herança por morte do ex-marido. Pedro entrega o caso a Vera que terá agora de recolher elementos para provar que o casal viveu em união de facto. Enquanto isso, Pedro anda mais ocupado em seguir Helena que tem estado a negociar com os espanhóis a venda da sociedade. Pedro descobre o segredo, jura manter-se calado, só que na primeira oportunidade corre a avisar Raul, tentando tirar vantagem desse suposto favor. Acaba por ter uma surpresa: Raul já sabia de tudo. Afonso continua sem ter descanso com o filho Duarte. Desta vez o miúdo rouba um colar à mãe e vai apaixonado oferecê-lo a Júlia, a secretária do escritório. Descoberto o logro, Afonso devolve o colar à ex-mulher e mais uma vez prova o azedume de Isabel. |             |                 |                 |                         |              |
| |             |                 |                 |                         |              |
| 1.07 | Episódio 07 | João Nunes      | Sérgio Graciano | 20 de dezembro de 2008  | 756 720      |
| O escritório de advogados mais famoso do país vai comemorar 20 anos de vida e Helena interrompe as tacadas de golfe de Raul para lhe impor a organização da festa. Claro está que, mais uma vez, o sócio maioritário não se quer maçar e transfere a tarefa para Francisco. O estagiário toca guitarra e, por isso, Raul aconselha-o a ir ensaiando para ser uma das atracções da festa. Afonso Ferraz está ansioso porque, depois do divórcio, vai bater-se pela primeira vez contra a ex mulher em tribunal. O advogado defende um homem com um cadastro “generoso”, acusado de fogo posto à casa do pai de uma antiga namorada. Os danos foram grandes, incluindo vários quadros que se perderam e que afinal vão permitir esclarecer o caso. É que afinal as obras de arte tinham irmãs gémeas… Helena Brito vai tentar provar um homicídio com dolo, representando uma mulher cujo filho morreu num acidente de mota, provocado pelo amigo, também menor que conduzia sem carta e sob o efeito de álcool e drogas. Sofia Martins tem em mãos um caso de paternidade não reconhecida. Um jovem, que se reaproximou do pai, após o falecimento da mãe e assumiu a sua homossexualidade, dificultando ainda mais o relacionamento com o progenitor, que assim recusa perfilhá-lo. Sofia tem mais dificuldades pela frente, pois o processo ganha grande mediatismo e agitação com a intervenção da Rosa Choque, uma associação pró-gays. Uma popularidade rejeitada pela advogada mas muito do agrado de Vera, sempre pronta para enfrentar as objectivas dos fotógrafos e câmaras de televisão. |             |                 |                 |                         |              |
| |             |                 |                 |                         |              |
| 1.08 | Episódio 08 | Nuno Duarte     | Sérgio Graciano | 10 de janeiro de 2009   | 444 573      |
| No escritório da Vasconcelos, Brito e Associados está suspensa a reunião semanal, porque Helena recusa prosseguir os trabalhos, enquanto Raul não apagar o charuto. A custo, o advogado faz-lhe a vontade, mas responde-lhe na mesma moeda, criticando o hábito que a sócia tem de andar sempre com o termo do chá atrás. Deste impasse beneficia Francisco que, só notado por Júlia, chega uma vez mais atrasado por causa de problemas na mota. A sorte vai durar pouco. Numa espécie de “guerra dos sexos” para elaborar o relatório anual da sociedade, Helena escolhe Vera, enquanto Raul deposita em Francisco as esperanças de uma vitória masculina. Afonso Ferraz representa uma viúva cujo marido morreu na sequência de uma rixa ocorrida na via pública. O alegado assassino, era concorrente do falecido no negócio dos jornais, não calando o ódio que por ele sentia. Afonso terá de provar que houve homicídio premeditado. Pedro Pimentel nem aos amigos poupa os honorários. É o caso de um arquitecto que o procura, a contas com um vizinho de maus “fígados”, apostado em desfigurar a fachada de um edifício com a construção de marquises ilegais. E se uma providência cautelar não resolve tudo, já a folha de serviço do prevaricador pode ajudar. Sofia Martins, recebe uma senhora acompanhada pelo pai que por morte da mãe, reclama parte de uma herança. Só que o testamento cerrado desapareceu e o meio-irmão nascido de uma segunda relação, não pretende abdicar dos bens em causa. |             |                 |                 |                         |              |
| |             |                 |                 |                         |              |
| 1.09 | Episódio 09 | Tiago R. Santos | Sérgio Graciano | 17 de janeiro de 2009   | 539 163      |
| A reunião semanal no escritório de advogados fica marcada, uma vez mais, pela agitação provocada por Raul Vasconcelos que deixa à beira de um ataque de nervos a outra sócia maioritária, Helena Brito. Chega atrasado como se nada fosse, rouba a cadeira ocupada por Vera e com saudades da barra do tribunal, “rouba” também um caso de homicídio violento a Pedro Pimentel. Raul vai representar uma mulher cujo marido é assassinado na via publica por uma outra tendo para isso de provar em tribunal qual foi a motivação do crime. Sofia Martins, cada vez mais apaixonada por Afonso Ferraz, vê ruir os sonhos de amor quando o colega faz crer que ainda tem hipóteses de reatar com a ex mulher. Talvez por isso, vive uma noite romântica com Pedro. Entre estes momentos, vai ter em mãos um processo de partilhas de uma herança, em que um de quatro irmãos, pretende ficar com a casa onde a mãe sempre viveu, embora em união de facto, com o pai. O homem parece irredutível e desprovido de sentimentos… mas vai surpreender. Aos estagiários está reservado o processo mais bizarro. Francisco e Vera, cada vez mais próximos e carinhosos, patrocinam um padre e o presidente da Junta que reclamam a reabertura de um caminho de acesso à igreja, fechado por um vizinho que é judeu. |             |                 |                 |                         |              |
| |             |                 |                 |                         |              |
| 1.10 | Episódio 10 | Susana Romana   | Sérgio Graciano | 31 de janeiro de 2009   | 501 327      |
| O dia começa penoso para Francisco. O estagiário de direito entra cheio de olheiras no escritório da Vasconcelos, Brito e associados e desabafa com Júlia, a secretária, que os concertos de guitarra nas noites de fim-de-semana, às vezes cansam. Pedro Pimentel chega entretanto, ouve a parte final da conversa e diz a Francisco que assim, dificilmente fará carreira na advocacia. Depois do almoço, centrado no tema de uma alimentação saudável, Helena Brito recebe Ângela e Marco, acompanhados pelo filho Rafael, uma criança asmática. O casal lidera um movimento popular contra a instalação de uma gasolineira no centro da sua pequena freguesia argumentando que a localização prevista vai prejudicar a saúde das pessoas. O casal gere uma creche que ficará a escassos cinquenta metros da bomba de gasolina. Helena pede a ajuda de Pedro no processo, mas este tenta esquivar-se por pensar que se trata de um trabalho de menor importância. Muda rapidamente de opinião, quando percebe tratar-se de um caso muito mediatizado. Em especial quando a televisão noticia que os populares entraram nas instalações da bomba que está a ser erguida, danificando as máquinas da obra da gasolineira. A empresa de combustíveis contra-ataca e processa os habitantes da freguesia que cometeram o desacato. Helena fica perplexa com o desenrolar dos acontecimentos, ainda mais quando a imprensa divulga, já com o julgamento a decorrer, que Ângela e Marco consideraram eles próprios, em tempos, vender a uma outra gasolineira a creche de que são proprietários. A população revolta-se contra os seus representantes, raptando-lhes o filho. Raul é procurado por um amigo que foi processado por uma associação de defesa dos animais. |             |                 |                 |                         |              |
| |             |                 |                 |                         |              |
| 1.11 | Episódio 11 | João Nunes      | Sérgio Graciano | 7 de fevereiro de 2009  | 662 130      |
| Uma mulher de nome Magda chega à Vasconcelos, Brito e Associados e pede a Júlia para falar com Pedro Pimentel ou Sofia Martins. A recepcionista responde que nenhum deles chegou. Magda dispõe-se a esperar. Entretanto, Júlia conversa com Raul, quando chega Sofia e é insultada por Magda que a acusa de andar a dormir com Pedro, seu namorado. Raul impõe a sua autoridade pondo fim à cena, perante uma Sofia impotente e envergonhada. O caso é alvo de comentário por todo o escritório. Pedro não se furta a responsabilidades e, no primeiro momento a sós com Sofia, beija-a, tentando uma relação mais sólida. Enquanto isso, Afonso Ferraz representa um casal que pretende adoptar definitivamente um menino cuja mãe brasileira prescindiu da sua custódia, entregando-o a Marcus, um holandês casado com uma portuguesa, Jacinta. O obstáculo para este casal está na súbita vontade do pai biológico de Ricardo em ficar com ele. Afonso passa por dificuldades em julgamento, mas com a ajuda das investigações de Paulo e a descoberta de uma certidão do registo civil, consegue equilibrar a demanda. Magda regressa ao escritório mas desta vez para pedir desculpas a Sofia e também para dizer que terminou tudo com Pedro. Sofia que pensava ter sido ele a ter a iniciativa de romper com Magda, percebe que nunca poderá ter uma relação com o actual colega. Acabam ambos por concordar com essa ideia. Afonso tem o filho Duarte a seu cargo por duas semanas porque a ex-mulher esta mais ocupada com o trabalho. Afonso, ciumento, acredita tratar-se de uma viagem romântica com Lourenço, advogado rival, sócio maioritário do escritório onde Isabel exerce advocacia. Pedro Pimentel, por seu lado, defende os interesses de uma empresa que pretende laborar no terreno que em tempos foi uma pedreira, agora desactivada.           |             |                 |                 |                         |              |
| |             |                 |                 |                         |              |
| 1.12 | Episódio 12 | Nuno Duarte     | Sérgio Graciano | 14 de fevereiro de 2009 | 614 835      |
| Os excessos de Raul Vasconcelos com a comida, a bebida e o fumo reflectem-se na saúde. Quando Helena volta a questioná-lo sobre gastos excessivos em nome da Vasconcelos, Brito e Associados, Raul volta a fugir à questão, minando a autoridade da de Helena. No entanto, perante a insistência desta em apurar responsabilidades, acaba por ter uma crise vascular, causando apreensão no escritório de advogados. Helena atribui a Pedro Pimentel o caso de uma seguradora que recusa assumir a responsabilidade de um acidente de automóvel. Um conhecido jogador de futebol, Mário, despistou-se ao fazer uma ultrapassagem em excesso de velocidade de que resultaram ferimentos graves numa acompanhante, Silvana, que contratara para essa noite. A mulher reclama uma indemnização e Pedro vai ter que usar todas as armas ao seu alcance para provar que apesar da negligência do condutor, não cabe à companhia de seguros assumir os custos dos danos pessoais que essa antiga modelo sofreu. Só não conta com o prejuízo que vai provocar numa pessoa a quem a vida foi pouco generosa. Afonso Ferraz acede finalmente a tomar um copo com Júlia, a eficaz secretária, que por ele se apaixonou, depois de ele próprio ter mais um encontro desagradável com Isabel, a ex-mulher que pensava reconquistar. Pelo meio, Afonso vai representar um homem, Abel, acusado de desrespeito à autoridade, quando se recusou a soprar no balão, durante uma operação Stop efectuada pela polícia. Como advogado de sucesso que é, Afonso tem êxito absoluto no seu caso, mas vai ficar com peso na consciência porque, afinal, defendeu um culpado. |             |                 |                 |                         |              |
| |             |                 |                 |                         |              |
| 1.13 | Episódio 13 | João Nunes      | Sérgio Graciano | 21 de fevereiro de 2009 | 472 950      |
| Um ex-trabalhador da Vasconcelos, Brito e Associados algema-se na recepção da firma, exigindo falar com Raúl, que se recusa determinantemente. Sofia defende o caso de um homem acusado de homicídio na forma tentada depois de ter disparado com uma caçadeira num inimigo. Francisco e Vera têm em mãos o caso de um homem que ficou sem a sua burra e decidem exigir à seguradora do queixoso uma burra de substituição. Raúl sente-se mal no trabalho, deixando Afonso e Helena preocupados com o seu estado de saúde. |             |                 |                 |                         |              |
| |             |                 |                 |                         |              |
| 1.14 | Episódio 14 | Susana Romana   | Sérgio Graciano | 21 de março de 2009     | 312 147 (†)  |
| Francisco aproveita o facto dos advogados seniores do escritório estarem reunidos para namorar Vera. Na reunião, Helena repreende Raul porque este falhou mais uma vez um compromisso com um cliente importante, uma farmacêutica. Raul levanta-se para ir à casa de banho e é criticado por Helena, que pensa que ele está a fugir da discussão. No entanto Raul volta a cair quase desmaiando. Helena fica muito preocupada e manda chamar uma ambulância. Sofia zanga-se com Júlia porque não tem recebido as revistas de que é assinante e convida Afonso para um fim-de-semana na casa de uma amiga. Este recusa alegando que tem de passar mais tempo com Duarte. O filho começou a ter negativas na escola, mais preocupado em tornar-se Skater profissional do que a ser advogado como os pais. Sofia recebe Hugo, um homem acima dos 50 anos, que pretende provar que um outro é seu pai. O problema é que Humberto recusa fazer os testes de paternidade, alegando que se esgotaram os prazos para esse efeito. Uma norma já declarada inconstitucional, aspecto que Sofia vai pensar aproveitar para tentar ganhar a causa. No entanto tudo se complica quando Humberto, pressionado por estar no tribunal, sofre um ataque cardíaco acabando por morrer. Apesar dessa fatalidade Olga, a viúva, é obrigada pelo tribunal a representar o marido falecido, pois Hugo pretende mesmo assim provar que Humberto era o seu pai. Sofia Martins aproveita da melhor forma o depoimento das testemunhas para ganhar a causa a favor do seu constituinte. Júlia aproveita um momento de maior fragilidade de Afonso para conseguir envolver-se com ele. Fazem amor num motel, mas Afonso cedo se arrepende deixando Júlia em lágrimas. Para surpresa do advogado, é o seu próprio filho, Duarte, que o aconselha a dar uma oportunidade a Júlia.                     |             |                 |                 |                         |              |
| |             |                 |                 |                         |              |
| 1.15 | Episódio 15 | João Nunes      | Sérgio Graciano | 28 de março de 2009     | 397 278      |
| Helena está preocupada com os gastos do escritório em gasolina e leva o assunto à reunião com os outros advogados. Raul, pouca atenção dispensa ao tema porque se irrita com o trabalho demasiado lento de um lavador de janelas, a quem vai explicar como deve fazer. Pedro aproveita para fazer notar que Afonso também dá muita despesa por não ter carta e fazer transportar-se de táxi. Mais tarde, diz a Afonso que discorda do estatuto privilegiado que este tem no escritório. Afonso deixa Pedro irritado ao responder que terá estatuto igual quando for tão bom advogado como ele. Francisco surpreende Vera quando lhe oferece um colar, terminando com a resistência desta em ser beijada no escritório. Helena aceita representar um homem que se diz ameaçado por outro, num caso de infidelidade conjugal. Luís conta à advogada que manteve um caso amoroso com outra mulher, sem saber que ela era casada. Quando o marido desta descobriu, passou a ameaçá-lo de morte, conseguindo mesmo prejudicá-lo no emprego e até no seu próprio casamento, pois contou à mulher de Luís o deslize do marido, levando a que esta tenha pedido o divórcio. Helena pede ajuda a Paulo que vai investigar Roberto, descobrindo tratar-se de uma pessoa perigosa, com diversos negócios na noite lisboeta. Roberto sente-se pressionado e atemoriza Helena. No início do julgamento a causa parece favorável a Helena Brito mas tudo se altera terminando num banho de sangue, depois de proferida a sentença pois Luís não aceita o veredicto. Helena foge do tribunal. Afonso defende uma idosa que se queixa de não ver respeitado um acordo antigo celebrado com uma amiga entretanto falecida. Albertina acordou com Genoveva que esta tomasse conta dela até á sua morte.                                                                                    |             |                 |                 |                         |              |
| |             |                 |                 |                         |              |
| 1.16 | Episódio 16 | Nuno Duarte     | Sérgio Graciano | 4 de abril de 2009      | 425 655      |
| Raul desencoraja Francisco quando este, timidamente se prepara para oferecer flores a Vera. Pedro Pimentel e Afonso Ferraz não escondem a rivalidade que marca o seu relacionamento no escritório e por pouco não chegam a vias de facto. Só a pronta e autoritária intervenção de Raul Vasconcelos consegue evitar o pior, fazendo com que voltem ao trabalho. Afonso ocupa-se do caso de Renato Gomes, que depois de ficar viúvo, está agora a contas com as exigências dos sogros que reclamam mais tempo de convivência com a neta, filha de Renato. Para Afonso, a maior dificuldade vai ser litigar com a advogada da outra parte, nem mais nem menos que Isabel, a sua ex-mulher. O relacionamento entre os dois piora, quando Afonso segue Isabel para lhe devolver uma agenda que ela havia esquecido na Vasconcelos, Brito e Associados e lhe diz que ainda a ama. Isabel que está na companhia de Lourenço, chama obsessivo a Afonso e ameaça não o deixar ver mais o filho de ambos, Duarte, que segundo ela, sofre com a ausência do pai. No tribunal de família, Rómulo e Carmo tentam provar que o genro tem condições menos favoráveis para cuidar de filha. No entanto, a garra com que Renato manifesta o seu amor pela criança vai ser decisiva para a decisão da juíza. Pedro Pimentel defende Juvenal Costa, acusado de difamar um antigo amigo, Cláudio Brás. Os dois homens desentenderam-se por disputarem a mesma mulher. |             |                 |                 |                         |              |
| |             |                 |                 |                         |              |

## Segunda Temporada (2010-2011)
Abaixo, estão listados os episódios da segunda temporada de Liberdade 21, exibidos entre 7 de janeiro de 2010 e 18 de setembro de 2011:
| Ep.# | Título      | Argumento                | Realização      | Transmissão Original                                             | Espectadores   |
| --- | ----------- | ------------------------ | --------------- | ---------------------------------------------------------------- | -------------- |
| 2.01 | Episódio 17 | Ricardo Martins Pereira  | Sérgio Graciano | 7 de janeiro de 2010                                             | 662 130 (‡)    |
| Raul chega ao escritório e começa a meter-se com Francisco incentivando-o a não ficar satisfeito com conquistas menores. Repara no olho negro que o estagiário exibe, mas Francisco desculpa-se dizendo que levou com uma bola de golfe no olho. Afonso passa por um mau bocado, depois da ex-mulher, Isabel, lhe ter interposto uma ação , considerando-se perseguida. Afonso concorda com Helena, reconhecendo que precisa de ajuda, mas fica zangado por ela atribuir a Pedro um caso que seria seu. Sofia oferece ajuda a Afonso, chegando mesmo a beijá-lo, mas é de Júlia que Afonso mais sente a falta. Pedro Pimentel fica com o caso de Afonso, que consiste em defender Francisca, acusada de proferir ameaças físicas contra Lurdes, vizinha que anos antes lhe havia roubado o noivo. Sofia Martins vai representar Isabella, funcionária despedida de uma embaixada, que por isso vive momentos dramáticos para sustentar o filho de apenas dez anos. Depois de uma dura e emotiva negociação com os advogados oponentes, Sofia consegue uma luz de esperança para a mulher que acaba por defender gratuitamente. Helena repreende Francisco por ser desorganizado enquanto trabalha, pela forma como se veste e pelo olho negro que o impede de ir a tribunal bater-se no primeiro caso importante que lhe confiou. Acaba desautorizada por Raul que passa por eles vestido de golfista e com um chapéu de palha na cabeça. Helena dispensa Francisco para ir pedir satisfações a Raul, mas não resiste ao charme do sócio. |             |                          |                 |                                                                  |                |
| |             |                          |                 |                                                                  |                |
| 2.02 | Episódio 18 | Miguel Crespo            | Sérgio Graciano | 14 de janeiro de 2010                                            | 463 491        |
| Raul Vasconcelos volta à barra do tribunal para defender um homem acusado de homicídio na forma tentada. Joaquim Maldonado está em prisão domiciliaria, acusado de ter disparado contra dois jovens que lhe invadiram a casa munidos de bastões, partindo vários pertences, agredindo-o, bem como à mulher e à filha. Com a ajuda da investigação de Paulo, Raul vai conseguir uma sentença favorável para o seu cliente, mas fica a saber que Joaquim não é tão inocente como parecia à primeira vista. Na Vasconcelos, Brito e Associados o dia é de caos, tal o volume de trabalho que invadiu o escritório. Também confusa está a vida de Afonso, dividido sentimentalmente entre Júlia e Sofia e com o filho Duarte a dar preocupações, depois de ter andado à pancada no colégio. Pedro faz-se importante perante Francisco e, mais tarde, diz a Helena que está a considerar a possibilidade de se transferir para outro escritório de advogados. Helena Brito está em pulgas para falar com Raul, mas fica desarmada quando este lhe diz saber que ela esteve de novo a negociar com espanhóis a venda de parte do escritório. Afonso representa António Nunes, um lavrador do Alentejo que, durante uma viagem à zona de Setúbal, para entregar uma encomenda de alguns dos seus produtos agrícolas, sofre um acidente na auto-estrada, devido a um lençol de água causado por um temporal. O mesmo reclama uma indemnização a uma concessionária da via, pelos danos causados ao seu automóvel, completamente destruído. A empresa recusa a culpa, mas o aparecimento de uma testemunha de última hora, faz com que Afonso ganhe a causa. No entanto o desfecho deixa uma mancha negra, pois o facto de António não ter carro durante o processo, não lhe permitiu levar ao hospital o filho, que morre por falta de assistência médica, devido a um problema respiratório, uma vez que a propriedade de António se situava completamente isolada, sem qualquer ponto de referência, não permitindo nenhuma ambulância lá chegar. |             |                          |                 |                                                                  |                |
| |             |                          |                 |                                                                  |                |
| 2.03 | Episódio 19 | João Nunes               | Sérgio Graciano | 28 de janeiro de 2010                                            | 293 229 (†)    |
| Sinopse Indisponível |             |                          |                 |                                                                  |                |
| |             |                          |                 |                                                                  |                |
| 2.04 | Episódio 20 | Nuno Duarte              | Sérgio Graciano | 11 de fevereiro de 2010                                          | 331 065        |
| Sinopse Indisponível |             |                          |                 |                                                                  |                |
| |             |                          |                 |                                                                  |                |
| 2.05 | Episódio 21 | Tiago R. Santos          | Sérgio Graciano | 19 de junho de 2011                                              | 337 779        |
| Raul provoca Helena quando não atende o telemóvel e ensaia mesmo uns passos de dança, perturbando a reunião matinal da Vasconcelos, Brito e Associados. Pedro tomado por um ar de zelo excessivo também não aprova a brincadeira de Raul. Helena assume para si a defesa de uma rapariga que pretende processar um restaurante, por se considerar vítima de racismo. A jovem Helga foi humilhada em público quando ao pagar uma conta, o fez desconhecendo que a nota era falsa. Para Helena não vai ser fácil provar a atitude xenófoba do empregado, pois tal como Helga, o homem é de raça negra. Afonso, por seu lado, vai representar Rita Gomes, uma atriz que surge no escritório irradiando simpatia e incentivando Júlia a ter, ela própria, uma carreira artística. Rita queixa-se que a casa da mãe foi assaltada por uma jovem inquilina, Sara Freitas, toxicodependente que foi despejada por não pagar as rendas. No entanto a relação de Sara com Bruno, irmão de Rita, levanta iguais suspeitas sobre o rapaz, duvidas que a investigação de Paulo vai ajudar a esclarecer. A oferta de um colar a Sara por Bruno vai ser a chave do sucesso de Afonso Ferraz em tribunal. Pedro Pimentel, cada vez mais sedento de protagonismo no escritório, descobre que Raul exagera em despesas pouco recomendáveis e tenta prejudicá-lo junto de Helena. Esta reage condenando a atitude de Pedro e ameaça despedi-lo. Afonso está cada vez mais próximo de Isabel e esconde de Júlia mais um jantar com a ex-mulher e o filho de ambos, Duarte. Afonso tem um impulso e aproveitando um momento em que Isabel deixou a mesa, vasculha a sua caixa de mensagens mas não resiste a confessar o erro. |             |                          |                 |                                                                  |                |
| |             |                          |                 |                                                                  |                |
| 2.06 | Episódio 22 | Ricardo Martins Pereira  | Sérgio Graciano | 26 de junho de 2011                                              | 411 668        |
| Raul começa o dia no escritório a recordar com Afonso as qualidades de Cajó, um jogador de futebol que admirava e que sofreu um acidente que o atirou para uma cadeira de rodas. Raul entusiasma-se e entra na reunião da Vasconcelos, Brito e Associados aos gritos, irritando Helena que tenta distribuir os casos pelos restantes advogados. Sofia fica com um caso de burla, uma vez que já tem experiência na área. Helena avisa Raul que tem de conversar com ele um assunto importante. Vera, malandreca, apalpa a perna de Pedro por baixo da mesa e faz com que ele fale com voz fina, ficando atrapalhado. Júlia quer com urgência falar com Afonso e interrompe mais uma vez a reunião. O advogado fica incomodado com a situação e diz-lhe que mais tarde conversam. A secretária não consegue disfarçar uma certa tristeza. Aproveitando a deixa, Sofia larga a bomba do dia ao dizer que está grávida. Terminada a reunião, Raul continua a falar de Cajó, agora com Francisco e, para seu espanto, é o próprio que sai do elevador do escritório, pedindo um advogado. Fica rodeado de fãs e dá autógrafos mais ou menos pedidos com vergonha. Helena estranha o aparato, ouvindo Raul oferecer-se para representar Cajó. Intervém, atribuindo o caso a Pedro Pimentel, que está disponível. Cajó quer ser indemnizado, depois de ter sido atingido por uma estátua que lhe caiu em cima quando comemorava a conquista do campeonato. O acidente colocou-o numa cadeira de rodas obrigando-o a terminar a carreira de futebolista prematuramente. Júlia discute com Afonso porque este recusa falar com ela e anuncia que vai passar o fim de semana com o filho Duarte que tem um sarau de ginástica. |             |                          |                 |                                                                  |                |
| |             |                          |                 |                                                                  |                |
| 2.07 | Episódio 23 | Miguel Crespo            | Sérgio Graciano | 3 de julho de 2011                                               | 406 390        |
| Sofia está a tomar o pequeno-almoço na copa do escritório, enquanto lê um jornal de economia. Pedro entra nesse instante e faz um comentário machista que Sofia reprova prontamente. Mas a surpresa de Sofia não fica por aqui. Quando vai pedir opinião a Raul sobre um caso que tem entre mãos, depara-se com o advogado a ler uma revista de croché. Raul diz que está a pensar aprender, para relaxar. Helena está prestes a dar um raspanete a Júlia que está a ler uma revista cor-de-rosa, mas muda logo de intenções quando a secretária lhe diz que está à procura de novos clientes para o escritório, explorando as notícias dos divórcios. Helena aprecia a ideia e pede-lhe uma lista de potenciais clientes. Ao mesmo tempo, entra na receção um homem que procura um advogado e que não perde tempo a lançar todo o seu charme a Júlia. Esta atribui-lhe Raul desiludindo o cliente, Abílio e que preferia uma advogada. Abílio está acusado de resistência e coação sobre um funcionário, porque ao testemunhar no julgamento da amiga Dora, disse tê-la mandado arrancar com o carro quando estavam a ser interpelados pela guarda. Abílio queixa-se que o polícia, que quase foi atropelado, agiu de forma persecutória, porque Abílio o insultou numa outra situação. Raul estranha os contornos do caso e comenta o assunto com Helena. Sofia aceita representar de borla uma fábrica em dificuldades financeiras que viu desaparecer o camião que transportava uma encomenda vital para a sua sobrevivência. Bernarda, Joaquina e Clotilde fazem parte de um grupo de trabalhadoras que compraram por um euro a fábrica de calçado ao antigo patrão, mas herdaram igualmente as dívidas que ele tinha. |             |                          |                 |                                                                  |                |
| |             |                          |                 |                                                                  |                |
| 2.08 | Episódio 24 | Nuno Duarte              | Sérgio Graciano | 10 de julho de 2011                                              | 395 834        |
| Pedro tenta fazer conversa a propósito de um jogo de futebol mas Raul rebaixa-o, dizendo que os únicos jogos que interessam a Pedro são os da manipulação. Júlia, que continua magoada pelo fim da relação com Afonso, entorna-lhe café em cima dos papéis, durante a reunião matinal dos advogados do escritório. Depois do incidente, Júlia retira-se de forma ríspida da sala e Afonso ensopa os documentos com alguma atrapalhação. Helena distribui os processos começando pelo de Luís Amaral, que Afonso vai defender. O empresário cumpre prisão preventiva e é acusado de ter assassinado a mulher por estrangulamento, manipulando de seguida as provas que alegadamente o podem incriminar. Pedro, interesseiro, oferece-se para substituir Sofia, que tem um ecografia para fazer, por causa da gravidez. A Vasconcelos, Brito e Associados representa uma clínica acusada de negligência, por causa de um paciente que atacou uma mulher que estava acamada. Raul fica irritado com a súbita generosidade de Pedro. Helena chama a atenção deste para ser mais moderado na abordagem às pessoas, mas Pedro diz que Raul tem que se habituar aos novos tempos que aí vêm. Afonso tenta aproximar-se de Júlia mas a secretária responde formalmente dizendo que não há nada para conversar. Conformado, o advogado segue para o estabelecimento prisional ao encontro do seu cliente e confirma que as provas estão todas contra Luís acusado de ter morto a mulher e ter simulado o suicídio. As discussões e agressões mútuas eram frequentes entre o casal, para além de Luís ter visto as flores que Luísa tinha recebido, acompanhadas de um cartão que agradecia à mulher uma tarde muito bem passada. |             |                          |                 |                                                                  |                |
| |             |                          |                 |                                                                  |                |
| 2.09 | Episódio 25 | Tiago R. Santos          | Sérgio Graciano | 17 de julho de 2011                                              | 348 334        |
| Raul espanta os outros advogados confessando os seus pecados na habitual reunião da Vasconcelos, Brito e Associados. Assume que levou uma vida desregrada, dando a ideia que está disposto a mudar. Surpreende mesmo Pedro Pimentel quando não se opõe a que este fique com o caso da violação de duas menores. Pedro representa o pai das jovens, Artur Soares, que acusa Sandro, amigo da família, de ter abusado das raparigas, aproveitando o facto de ser uma pessoa estimada pelo seu universo social. O advogado deixa-se enredar pela relação conflituosa entra as duas irmãs, uma delas, apaixonada pelo arguido, assumindo uma postura de vitória antecipada, mesmo quando pede o auxílio de Francisco. Nem a ajuda da investigação de Paulo que descobre que a irmã mais velha fez um aborto, faz com que Pedro consiga vencer a defesa de Lourenço, prestigiado advogado de Sandro. Pedro fica mal visto no escritório e é humilhado por Raul, que assume a derrota no caso e também o recurso para um tribunal superior. Vera é confrontada por Sofia, por ter escondido a relação que teve com Alexandre. Sofia consegue saber que o namorado e pai do seu filho que está para nascer, está metido em apuros por suspeita de peculato. Apesar da mágoa faz tudo para o ajudar com o apoio da experiencia de Raul. Júlia e Afonso continuam sem se entender e ambos pensam deixar o escritório. Ela pondera uma carreira de artista no estrangeiro, enquanto Afonso diz a Helena que pensa prosseguir a carreira de advogado por conta própria, motivado pelo fim do casamento com Isabel. Raul surpreende Helena. Dispõe-se a aceitar o negócio com os espanhóis que querem comprar o escritório e mais, pede-a em casamento. |             |                          |                 |                                                                  |                |
| |             |                          |                 |                                                                  |                |
| 2.10 | Episódio 26 | João Nunes               | Sérgio Graciano | 24 de julho de 2011                                              | 396 362        |
| Raul discorda que seja Sofia a defender Alexandre no processo de peculato em que está envolvido mas Sofia garante que não vai ser influenciada por fazer a defesa do namorado. Afonso anuncia durante a habitual reunião na sociedade de advogados que vai deixar o escritório para trabalhar por conta própria. Afonso diz que pretende seguir os seus sonhos. O primeiro sonho fica desde logo desfeito, porque ao convidar Júlia para trabalhar consigo, pedindo também uma segunda oportunidade no namoro com a secretária, Júlia é dura com ele e espanta-o dizendo que vai para Londres tirar um curso de interpretação. Pedro tenta redimir-se das falhas que teve no processo de abuso sexual de menores e oferece ajuda a Raul para interpor o recurso. Este trata-o com frieza e Pedro ameaça deixar o escritório. Sofia defende Alexandre em tribunal e este nega ter-se aproveitado de dinheiros públicos para proveito próprio. O diretor do instituto onde trabalha emprestou-lhe dinheiro, uma transação que o ministério público quer provar ter sido ilegal. Afonso sente algum incómodo em conversar com Raul, depois de ter anunciado que vai deixar o escritório. Raul ainda consegue brincar prometendo arrasar Afonso quando estiverem em lados opostos no tribunal. Vera irrita-se com Francisco que não lhe presta atenção numa conversa sobre o futuro do escritório. Pedro vai despedir-se de Afonso e apesar da concorrência que existiu entre os dois a conversa decorre com cordialidade. Júlia conta a Duarte o seu projeto para se tornar uma atriz . Afonso chega entretanto e convence Júlia a ir almoçar consigo e com o filho. Sofia, pouco convencida da inocência de Alexandre confronta-o e fica chocada, pois o namorado confessa ter cometido o crime de peculato, desviando dinheiro do instituto. |             |                          |                 |                                                                  |                |
| SEGUNDA SÉRIE (produção de vinte e seis episódios no segundo semestre de 2008) |             |                          |                 |                                                                  |                |
| |             |                          |                 |                                                                  |                |
| 2.11 | Episódio 27 | Tiago R. Santos          | Sérgio Graciano | 31 de julho de 2011 (RTP1) 26 de setembro de 2011 (RTP África)   | 311 390 (RTP1) |
| Sem Júlia que foi estudar representação para Londres, o telefone da Vasconcelos, Brito e Associados não tem quem atenda as chamadas. Francisco ensaia uma piada de mau gosto sobre crianças afogadas e a reunião com os restantes advogados acaba para ele mais cedo, pois é obrigado a ir atender telefonemas. Pedro que tinha feito a essa sugestão sorri cinicamente. Entretanto, o escritório decidiu contratar Guilherme Bettencourt. Cabe a Raul a reunião de boas vindas, não perdendo a oportunidade de fazer um teste de carácter ao novo advogado. Guilherme vai defender uma mulher de leste, Duscha Ivadrova, acusado de promover a imigração ilegal. A cliente falta a uma primeira reunião e por isso Guilherme recorre a Paulo para a localizar. Sofia regressa ao escritório mais cedo que o previsto depois de ter rompido com Alexandre e ter perdido o bebe de ambos, que esperava. Helena, Raul e Francisco ficam sem saber o que dizer, mas Sofia facilita-lhes a vida, dizendo que devem ter um comportamento normal como se nada se tivesse passado. Helena patrocina Anabela, uma mulher cujo filho morreu numa piscina e que agora quer ver os responsáveis acusados de homicídio por negligência, garantindo a respetiva indemnização. A batalha vai ser difícil de vencer, pois quer o professor de natação, quer a própria dona da piscina recusam qualquer responsabilidade na morte da criança, insistindo que se tratou apenas de um infeliz acidente. A cliente de Guilherme desapareceu de vez, tudo levando a crer que fugiu para Espanha, arriscando agora ser considerada contumaz e, por isso, julgada à revelia. Raul atribui a Isabel o gabinete que pertenceu a Afonso, provocando na advogada algum incómodo. Duarte vai ter com a mãe ao escritório e começa a pressioná-la para que arranje um namorado. |             |                          |                 |                                                                  |                |
| |             |                          |                 |                                                                  |                |
| 2.12 | Episódio 28 | Ricardo Martins Pereira  | Sérgio Graciano | 14 de agosto de 2011 (RTP1) 3 de outubro de 2011 (RTP África)    | 443 334 (RTP1) |
| Helena recebe um ator que pretende ajuda de um advogado, de forma a impedir a publicação de uma revista que tem um artigo com fotografias em que aparece nu com duas mulheres numa piscina. Sebastião expõe o caso a Helena, antes desta o encaminhar para Guilherme que vai tomar conta do processo, interpondo uma providência cautelar, para que a revista não saia. Júlia está extasiada com a presença do ator e mete conversa, pedindo-lhe um autógrafo, para grande irritação de Helena. Com este atraso Helena perde boa parte da habitual reunião preparatória do dia na Vasconcelos, Brito e Associados, que desta vez é assegurada por Raul. Francisco questiona Helena e esta, quando a sós com ele, não lhe poupa um duro sermão que Francisco digere com arrogância. Sofia vai defender uma rapariga vítima de dupla violação. Acompanhada pelo pai e banhada em lágrimas, Elisa conta que os dois homens que a violaram imobilizaram primeiro o namorado, encostando-lhe uma pistola à cabeça, para de seguida praticarem o crime. Sofia estranha, no entanto, que não exista um relatório médico do sucedido, pois Diogo, o namorado de Elisa, aconselhou-a a não ir ao hospital. Raul ouve Helena combinar um jantar romântico ao telefone e fica surpreendido, uma vez que ainda não recebeu a resposta ao pedido de casamento que lhe fez. Finge que não sabe de nada e pede a Helena que passe a noite com ele, como nos velhos tempos. Raul acaba por ficar magoado, pois Helena diz que não tem tempo nem paciência na sua vida para ele. Na manhã seguinte, Helena irradia felicidade, depois de uma noite mal dormida. Francisco não está nos seus dias e leva um puxão de orelhas de Isabel, quando lhe pergunta se conhece o passado de Guilherme. |             |                          |                 |                                                                  |                |
| |             |                          |                 |                                                                  |                |
| 2.13 | Episódio 29 | Luís Filipe Borges       | Sérgio Graciano | 21 de agosto de 2011 (RTP1) 10 de outubro de 2011 (RTP África)   | 321 945 (RTP1) |
| Raul perturba a reunião da Vasconcelos, Brito e Associados tentando provocar, sem êxito, alguns ciúmes em Helena. Júlia entrega a Raul um presente enviado por uma antiga namorada e simula tratar-se de uma bomba relógio provocando o pânico entre os advogados que se atropelam para deixar a sala. Os que não conseguem atiram-se para o chão e esperam que a bomba rebente. Raul irrompe finalmente em riso, depois do relógio fazer disparar uma daquelas bandeirinhas que têm escrito, bang-bang. Helena fica furiosa e ameaça Raul, que como sempre fica indiferente. Helena recebe um cliente que pretende processar um médico que considera responsável pela morte da mulher, quando fazia uma simples lipoaspiração. Rodrigo foi o cirurgião e apesar de lhe ser proposto um acordo para indemnizar o marido da vítima, recusa e prefere ir a tribunal. Guilherme usa uma estratégia que causa estranheza mas que no final vai revelar-se eficaz. Pedro lança uma piada a Francisco que vem vestido com a mesma roupa que ele. Francisco chama cretino a Pedro e Júlia aprova o insulto. Sofia responde mal a Isabel quando esta se propõe ajudá-la num processo de divórcio. Sofia insiste em patrocinar Maria que descobriu que o marido a traiu e por isso quer agora o divórcio. Como o marido não está nessa disposição, o processo vai ser litigioso. Helena percebe o cansaço de Sofia e chama-a à razão, fazendo com que ela se disponha a ceder o caso à colega. Sofia vai entretanto beber um copo no bar da avenida e é seduzida por um homem galante, à moda antiga, longe de saber que é precisamente o marido de Maria, a sua cliente. |             |                          |                 |                                                                  |                |
| |             |                          |                 |                                                                  |                |
| 2.14 | Episódio 30 | Luís Filipe Borges       | Sérgio Graciano | 28 de agosto de 2011 (RTP1) 17 de outubro de 2011 (RTP África)   | 438 057 (RTP1) |
| Júlia é o centro das atenções entre os advogados da Vasconcelos e Brito, que apreciam uma fotografia da rececionista numa revista do social depois de ter ido a uma festa com Sebastião, o namorado, conhecido ator . Raul elogia os seios de Júlia e recebe a aprovação de Francisco. Júlia entra na sala de reuniões abrindo caminho a Bruno Saraiva, o novo estagiário que começa por espantar todos, ao fazer um discurso demasiado formal na sua apresentação. Distribuídos os casos, Isabel escuta pacientemente uma cliente arrogante e malcriada, que se queixa de ter sido agredida por uma vizinha. O incidente aconteceu quando o marido de Rita espiava Clara que estava a tomar banhos de sol na piscina do condomínio. A mulher irritou-se com o mirone e foi pedir satisfações, agredindo Rita que se defendeu atirando Clara ao chão. Agora cada uma apresentou queixa do sucedido, cabendo a Isabel procurar um acordo entre as duas mulheres para que o caso não chegue a tribunal. Rita contenta-se com um pedido de desculpas mas Clara não aceita rebaixar-se a esse ponto. Francisco vai representar Loui, um pintor excêntrico e cliente antigo do escritório. Loui diz que vendeu um quadro seu para um restaurante que acabou por alterar a obra, considerada muito valiosa. Loui quer agora que o quadro seja destruído. Ricardo revela alguma insegurança e depois de fazer amor com Helena, pergunta se ela não terá vergonha de ser vista em público com ele, situação rara, desde que namoram. Raul humilha Francisco que tenta fazer conversa de circunstância à porta do escritório. Pedro mete-se com Júlia por causa dela ter aparecido em fotografias publicadas por várias revistas do social. |             |                          |                 |                                                                  |                |
| |             |                          |                 |                                                                  |                |
| 2.15 | Episódio 31 | Pedro Lopes e João Tordo | Sérgio Graciano | 4 de setembro de 2011 (RTP1) 24 de outubro de 2011 (RTP África)  | 453 890 (RTP1) |
| Helena conduz a reunião na Vasconcelos, Brito e Associados e atribui a Pedro um caso de agressões num parque de estacionamento, dizendo que o ministério púbico vai fazer-se representar pela advogada Elisabete Costa. Pedro comenta que é uma advogada competente e Raul, atrasado como sempre, embirra com Pedro desvalorizando a sua opinião. Raul surpreende ainda os restantes advogados anunciando que vai tirar férias, para ir numa peregrinação até Santiago de Compostela. Terminada a reunião, Paulo entra no gabinete de Raul pedindo-lhe que ajude um seu amigo polícia, envolvido num processo em que alega legitima defesa. Raul aceita que o escritório defenda o homem gratuitamente, a troco de que este lhe resolva o problema de umas multas acumuladas. Guilherme assume a defesa de Armando que conta ter morto um traficante de droga que disparou contra si durante uma perseguição. À primeira vista o polícia parece ter a razão do seu lado, mas os argumentos do advogado da família da vítima e os depoimentos das testemunhas indiciam que Armando não está tão inocente quanto parece. Depois da conversa com o cliente, Guilherme refugia-se na copa para falar ao telefone com o namorado, que está em Bruxelas. Pedro entra e Guilherme desliga para esconder a sua homossexualidade. Raul também se junta a eles, seguido por Bruno, que leva consigo um aparelho que controla as funções cardíacas. Raul fica interessado e encomenda um igual. Quando está a ser questionado por Helena sobre a sua religiosidade súbita, que o levou a escolher fazer férias em Santiago, chega um estafeta que lhe entrega o equipamento. |             |                          |                 |                                                                  |                |
| |             |                          |                 |                                                                  |                |
| 2.16 | Episódio 32 | Nuno Duarte              | Sérgio Graciano | 18 de setembro de 2011 (RTP1) 31 de outubro de 2011 (RTP África) | 306 112 (RTP1) |
| Bruno, tenta agradar a toda a gente na Vasconcelos, Brito e Associados e esforça-se por entregar a Raul uma correspondência que este lhe havia pedido. Por causa dos nervos não consegue entrar na sala de reuniões e é ajudado por Júlia que lhe entrega o envelope. Terminada a reunião, Raul cruza-se com Bruno e diz-lhe que se continua a ser subserviente com os seniores do escritório jamais chegará a lugar algum. Francisco também aconselha Bruno a não ser tão solícito, ou nunca será respeitado. Sofia aceita representar uma mulher que está presa por ter sido correio de droga. Inês, apesar de estar detida, quer reaver a custódia da filha, Filipa argumentando que o pai, com um passado violento, não tem condições para cuidar da menor e temendo que pelo facto de estar a montar um negócio no Brasil, lhe retire de vez a possibilidade de estar com a criança. A estratégia de Sofia assenta em pedir a guarda da rapariga para a avó, Emília, enquanto a mãe estiver na cadeia. João, o pai de Filipa, manifesta-se contra a audição da miúda em tribunal. Inês, por seu lado, conta angustiada a Sofia que o ex-marido a agrediu violentamente antes da separação e que foi ele que lhe arranjou o contacto para que fizesse o transporte da droga que a meteu na prisão. Teme agora pela segurança da filha. Helena defende uma produtora de televisão acusada por um concorrente de ter sido prejudicado num concurso de televisão, por lhe ter sido considerada errada uma pergunta cuja resposta afinal estava certa. |             |                          |                 |                                                                  |                |
| |             |                          |                 |                                                                  |                |

## Terceira Temporada (2011-2012)
Abaixo, estão listados os episódios da terceira temporada de Liberdade 21, exibidos em horário nobre na RTP1 entre 2 de fevereiro e 19 de julho de 2012:
| Ep.# | Título      | Argumento               | Realização      | Transmissão Original                                                                        | Espectadores   |
| --- | ----------- | ----------------------- | --------------- | ------------------------------------------------------------------------------------------- | -------------- |
| 3.01 | Episódio 33 | Tiago R. Santos         | Sérgio Graciano | 7 de novembro de 2011 (RTP África) 27 de dezembro de 2011 e 2 de fevereiro de 2012 (RTP1)   | 274 445 (RTP1) |
| Raul testa a coragem de Bruno, levando o estagiário a dizer que não andou a estudar tanto tempo para ser um criado na Vasconcelos, Brito e Associados. Raul finge então que dispensa os serviços de Bruno e fica desiludido pois este quebra, dispondo-se a fazer tudo o que for preciso para continuar no escritório. Mais tarde, em conversa com Pedro, Bruno confessa que ficar a sós com o patrão numa sala, é situação a evitar no futuro. Raul Vasconcelos vai defender Fernando Cotrim, médico acusado de negligência no tratamento de um doente que acabaria por morrer. O filho do falecido quer ser indemnizado pois dependia do pai. Raul, apesar do dever de ofício vai defender o amigo, algo contrariado. Ao almoço, Sofia promete a Raul que não se vai distrair mais com os casos do escritório, enquanto este finge não se lembrar do raspanete que lhe deu por ter perdido um cliente importante. Isabel, por seu lado, representa um casal, Jorge e Madalena, que reclama uma indemnização à sua autarquia, alegando que não cumpriu as condições que havia acordado para a construção de prédios de habitação com as necessárias estruturas de apoio, comerciais e sociais. Marta Mota Neves vai ser a adversária de Isabel e começa a provocá-la dizendo que ela é uma fraca cópia de Afonso, o ex-marido. Sofia desmarca um dos seus clientes e corre a fazer amor com Alexandre. Porque está psicologicamente instável, o reencontro não corre bem e acabam por discutir. Bruno, com ar solene, informa Raul que vai deixar de lhe levar o café e o jornal. Isabel pede a Paulo que tente descobrir se na Câmara Municipal que está a processar existe corrupção e tráfico de influências. Noutro âmbito, persiste na ideia de conseguir convencer Guilherme a aceitar o convite para jantar.                                             |             |                         |                 |                                                                                             |                |
| |             |                         |                 |                                                                                             |                |
| 3.02 | Episódio 34 | Ricardo Martins Pereira | Sérgio Graciano | 14 de novembro de 2011 (RTP África) 28 de dezembro de 2011 e 9 de fevereiro de 2012 (RTP1)  | 248 056 (RTP1) |
| Júlia entra na copa e apanha o susto da sua vida pois vê Raul aos gritos a agarrar Bruno ao mesmo tempo que lhe encosta uma faca à garganta. Júlia não perde tempo e vai chamar os outros advogados, tomada pelo pânico da cena que observou. No entanto, estava equivocada, pois Raul contava a Bruno, exemplificando, o roubo de um carro a que assistira ao pé do escritório. Helena fica furiosa pois a reunião matinal da Vasconcelos, Brito e Associados foi mais uma vez interrompida. Guilherme tem a missão de defender um jovem apanhado enquanto fazia de correio de droga com um primo que, pouco depois da detenção, morreu dentro de um poço. Bernardo, jovem que Guilherme defende, aguarda julgamento em liberdade e trabalhava no negócio da droga com o pai, que está na cadeia. Leonor, mãe de Bernardo exibe um estranho tremor nas mãos e um ar frágil de pessoa doente mas é nem mais nem menos que a maçã podre da família. Vladimiro ensaia com Bernardo a estratégia a adotar em tribunal, dizendo ao filho que assume por inteiro a culpa do crime para o salvar da cadeia. Guilherme desconfia que lhe estão a ocultar a verdade. Sofia Martins, representa Narcisa, proprietária de uma quinta onde se realizam casamentos. O último correu mal porque morreu uma criança que levou com uma baliza do campo de futebol em cima. Narcisa é agora acusada pela mãe da criança, mas argumenta que a responsabilidade é da mulher que em vez de tomar conta da criança, só se preocupou em dançar. Para além do mais, Narcisa acrescenta ter colocado uma placa alertando os adultos para que mantivessem as crianças nas áreas que lhes estavam destinadas. Sofia começa a ficar afetada com o caso e Isabel dá com ela a chorar. |             |                         |                 |                                                                                             |                |
| |             |                         |                 |                                                                                             |                |
| 3.03 | Episódio 35 | João Nunes              | Sérgio Graciano | 21 de novembro de 2011 (RTP África) 29 de dezembro de 2011 e 16 de fevereiro de 2012 (RTP1) | 211 112 (RTP1) |
| Helena chama a atenção para o facto dos estagiários do escritório se queixarem de não estarem a ser devidamente acompanhados pelos advogados seniores. Depois de distribuir esse trabalho adicional questiona Raul sobre as despesas que fez na recolha dos obituários publicados na imprensa. Raul anda obcecado com a sua própria morte e Helena recusa-se a pagar as suas paranoias. Pedro mostra-se insensível quando é procurado por um antigo cliente que agora está aflito por ter sido condenado a pagar duzentos e cinquenta mil euros por pirataria informática. Guilherme pede a Pedro que o represente no recurso e deixa-lhe o processo no escritório mas o advogado diz que não tem tempo. Mais tarde, reconsidera e pede a Isabel que dê uma olhadela no processo para avaliar se tem alguma possibilidade de sucesso. Isabel aceita a tarefa mas avisa Pedro que é sem compromisso. Quando fala com o cliente, Isabel fica convencida que é possível alterar a primeira sentença. Elabora as alegações do recurso e pede a Guilherme que dê uma vista de olhos. Isabel não resiste ao impulso e beija Guilherme, criando uma situação embaraçosa para ambos. Raul Vasconcelos volta à barra do tribunal para defender uma antiga cliente que está acusada de homicídio por negligencia por ter atropelado um mendigo, fugindo sem lhe prestar assistência. Raul quer provar que a sua cliente teve essa atitude por pensar que ia ser assaltada nessa zona, como é frequente suceder. No entanto, o maior problema é que Rita Maldonado já foi apanhada pela polícia noutra ocasião, acusando álcool no sangue. Filipa a filha de Rita vai ser decisiva para ajudar a mãe a superar esta batalha jurídica. Francisco não para de exibir sinais exteriores e surpreende Sofia quando estaciona o novo bólide à porta do escritório.               |             |                         |                 |                                                                                             |                |
| |             |                         |                 |                                                                                             |                |
| 3.04 | Episódio 36 | Ricardo Martins Pereira | Sérgio Graciano | 28 de novembro de 2011 (RTP África) 30 de dezembro de 2011 e 1 de março de 2012 (RTP1)      | 195 278 (RTP1) |
| Francisco quer fazer graça na reunião matinal da Vasconcelos, Brito e Associados quando está em causa a atribuição de um caso que envolve “cromos da bola”, mas o tiro sai pela culatra e só consegue ganhar a antipatia dos restantes advogados. Isabel constata com agrado que Sofia denota melhor disposição, depois dos problemas psicológicos que afetaram a sua vida profissional. Guilherme fica incumbido de representar a empresa do engenheiro Morais que explora uma pedreira. Uma explosão provocada inadvertidamente por um trabalhador, originou que ficasse danificada a máquina perfuradora da pedreira. Morais, ficou ferido no acidente e tenta a todo o custo remediar a situação. A seguradora concluiu que o acidente aconteceu devido a negligência grosseira do funcionário e recusa-se a cobrir o prejuízo. Os postos de trabalho na pedreira estão em perigo, pois o engenheiro Morais não tem possibilidade de arcar sozinho com as despesas de reparação da máquina. Francisco representa o Sindicato de Jogadores de Futebol, na pessoa de Calisto Sousa, que pretende ser ressarcido dos prejuízos causados por uma revista cor-de-rosa, que decidiu comercializar cromos de jogadores, atividade cujos direitos pertencem ao sindicato. Os profissionais do jogo vão ser a chave para dirimir o conflito. Raul desfolha uma caderneta de cromos, lembrando-se de quantos colou com o seu filho. Helena quebra-lhe carinhosamente a nostalgia e aconselha-o a procurar o rapaz. Isabel continua a pressionar Guilherme para jantar. Ele desculpa-se como pode e evita o convite da colega. Quando finalmente se juntam, Isabel percebe que Guilherme não está à vontade com ela, tornando tenso o relacionamento dos dois. Francisco persiste na sua nova faceta de menino bonito e trai a namorada com mais uma beldade.           |             |                         |                 |                                                                                             |                |
| |             |                         |                 |                                                                                             |                |
| 3.05 | Episódio 37 | Luís Filipe Borges      | Sérgio Graciano | 5 de dezembro de 2011 (RTP África) 31 de dezembro de 2011 e 8 de março de 2012 (RTP1)       | 241 644 (RTP1) |
| O dia começa mal para Raul. Na habitual reunião da Vasconcelos e Brito, Helena propõe que Raul trabalhe com Bruno. A ideia não lhe agrada, até porque o caso é para ser resolvido num julgado de paz, e sai porta fora. Atrasado, Pedro chega à reunião e anuncia que se vai candidatar a Bastonário da Ordem dos Advogados, o que depois de algum silêncio, provoca gargalhada geral. Jacinta, uma antiga cliente de Afonso aparece no escritório à sua procura. Raul oferece os serviços do escritório para tratar do caso e encaminha-a para Helena. Jacinta é uma mulher de 44 anos, casada, com um filho que foi enganada por um amante astrólogo e sem escrúpulos. Jacinta, a conselho de uma amiga procurou o astrólogo para este a ajudar com o casamento que ia mal e acabou por se deixar seduzir. Depois de promessas de que iam ficar juntos, o astrólogo foi-lhe pedindo dinheiro, primeiro para comprar um terreno, depois para construir uma casa para os dois e quando ela deixou de ter dinheiro partiu para a ameaça, dizendo-lhe que se o dinheiro não continuasse a pingar, enviaria para o marido, colegas e amigos, uns vídeos onde ela, filmada por ele, aparecia em posições sedutoras. A ameaça concretizou-se e o marido recebeu uma carta com o vídeo e deixou-a. |             |                         |                 |                                                                                             |                |
| |             |                         |                 |                                                                                             |                |
| 3.06 | Episódio 38 | Nuno Duarte             | Sérgio Graciano | 5 de dezembro de 2011 (RTP África) 31 de dezembro de 2011 e 15 de março de 2012 (RTP1)      | 244 013 (RTP1) |
| Helena que sofre as consequências dos tratamentos contra o cancro, sente-se mal durante a reunião da Vasconcelos e Brito e sai para ir tomar uns comprimidos. Raul fica desconfiado mas quando lhe pergunta o que se passa, Helena disfarça, justificando-se com uma dor de cabeça. A reunião permite fazer o ponto de situação dos casos em que cada advogado está a trabalhar. Guilherme terá de defender Eduardo, um cliente acusado de homicídio por omissão de cuidados ao pai, uma pessoa má e amargurada que obrigou o filho a seguir a carreira militar e sempre o desprezou. A relação entre os dois não abona a favor de Eduardo acusado pela irmã que foi viver para o estrangeiro deixando o pai, entregue ao irmão. Como se não bastasse, Eduardo tem o vício do jogo e costuma ausentar-se deixando o pai entregue a uma empregada, uma brasileira que está ilegal. As circunstâncias não são favoráveis a Eduardo, até porque a empregada, testemunha que seria determinante, está desaparecida. Pedro vai defender o primo João, abandonado dias antes do casamento por Julieta, a mulher que sempre amou e cujo amor o levou mesmo a divorciar-se da mulher com quem tinha casado há poucos meses. João passou todos os seus bens para nome de Julieta e quer reaver a casa mas, Julieta está convencida que ele a traiu com uma stripper. Para ajudar nesta batalha judicial, Julieta conta com um advogado que gostaria ser mais do que um amigo e que pode estar na origem de certos equívocos entre os noivos. Raul pede a Paulo para procurar Afonso que continua a não atender telefonemas. Afonso parece estar desaparecido ou não querer ser encontrado. Paulo sabe onde ele tem estado só não sabe onde vai estar. Segundo Paulo, Afonso tem defendido casos horrendos e tem vivido em pensões rascas de onde muda de tempos a tempos. |             |                         |                 |                                                                                             |                |
| |             |                         |                 |                                                                                             |                |
| 3.07 | Episódio 39 | Tiago R. Santos         | Sérgio Graciano | 22 de março de 2012                                                                         | 242 778        |
| Júlia passa o último dia de trabalho na Vasconcelos e Brito a ser mal tratada por todos. Antes de partir para a sua nova carreira de actriz, Júlia ouve Guilherme a dizer que não gosta do cheiro dela, Isabel a exigir o correio por ordem alfabética, Pedro a atirar-lhe bolas de papel e Raul a ralhar com ela. Enfim, todos no escritório parecem estar concertados para no último dia a deixarem de rastos. E, foi isso mesmo que aconteceu. Os advogados decidiram fazer de conta que não gostavam nem do trabalho de Júlia nem dela, para à noite lhe prepararem uma festa surpresa no bar habitual. Sofia perde a cabeça. Durante uma reunião em que representa um cliente que quer reaver um automóvel, fica a saber que o veículo foi vendido em leilão, tendo mudado de dono. A colega que representa a outra parte lamenta que Sofia tenha estado desatenta à publicação do aviso do leilão. Esta observação foi a gota de água. Sofia descontrola-se diz-lhe que se tivesse perdido um filho também estaria desatenta e como se não bastasse chama cabra à colega e ameaça dar-lhe um estalo. Raul oferece-se para trabalhar pró bono num caso de violação. Uma rapariga assaltada e violada. O irmão da vítima que entretanto se suicidou foi obrigado a assistir e a participar. O caso tem contornos estranhos que levam mesmo a advogada defensora dos dois jovens arguidos a procurar Raul, dando a entender que está a ser ameaçada. Um dos jovens é de classe alta, filho de um empresário com muito dinheiro. Em tribunal, a policia confirma que para além dos violadores, havia um terceiro elemento que esteve a assistir enquanto comia pistáchios. Questionado pelo juiz, o filho do empresário, confessa o crime, mostra-se insolente e sem vontade nenhuma de ser defendido.                                                         |             |                         |                 |                                                                                             |                |
| |             |                         |                 |                                                                                             |                |
| 3.08 | Episódio 40 | Luís Filipe Borges      | Sérgio Graciano | 29 de março de 2012                                                                         | 168 889 (†)    |
| Com Júlia a iniciar a sua nova carreira de actriz, Raul fica incumbido de entrevistar as candidatas ao lugar de recepcionista, mas está difícil encontrar alguém que sirva para as funções. E enquanto não encontra substituta pede ao estagiário Bruno para ocupar o lugar. As filmagens da série de televisão em que Júlia participa como recepcionista não têm sido fáceis para a ex-recepcionista. Júlia é insultada pelo realizador e pelo actor mais experiente. E só quando decidiu impor-se é que começou a ser aceite por todos. Celeste e Beatriz, mãe e filha, procuram Afonso na Vasconcelos e Brito mas são atendidas por Helena. Em causa, a morte da avó, Rosa que se encontrava num lar. Rosa sofria de Alzheimer e um dia, com as portas do lar abertas, saiu para a rua e foi atropelada por um carro. Os familiares acusam o lar que entretanto pôs grades e um segurança à porta, de não ter cuidado convenientemente da idosa, acautelando a sua segurança, como seria sua obrigação. Os proprietários do lar, que nunca tiveram um problema do género, negam estas acusações e lembram que já por várias vezes tinham pedido à família para procurar outro lar. Vicente, um velho amigo de Raul procura-o porque está à beira da falência, devido a uma bactéria que lhe arruinou a vinha. Vicente queixa-se de ter comprado 30 mil bacelos infectados. O vendedor recusa-se a indemnizá-lo, exige o pagamento do resto da encomenda com juros, alegando que os bacelos que vendeu vieram de um viveirista com certificado de qualidade. Quando o caso parece estar perdido, Raul recorre aos serviços do investigador Paulo para encontrar uma solução. |             |                         |                 |                                                                                             |                |
| |             |                         |                 |                                                                                             |                |
| 3.09 | Episódio 41 | Nuno Duarte             | Sérgio Graciano | 5 de abril de 2012                                                                          | 221 667        |
| Isabel sonha que chega ao escritório e tem um ramo de rosas à sua espera enviado por Guilherme que a aguarda no seu gabinete com uma rosa na boca e disposto a dançar o tango com ela. Mas, é apenas um sonho porque Guilherme continua a vê-la apenas como amiga. Raul recebe Magda, uma trintona atraente despedida por justa causa. Magda era recepcionista de uma empresa de joalheiros e foi despedida por ter falado ao telemóvel durante as horas de trabalho. A entidade patronal só soube do facto porque, com medo dos assaltos e dos roubos dos funcionários, mandou colocar câmaras de vigilância direccionadas para os trabalhadores. Raul tentará por isso provar em tribunal que as câmaras utilizadas para segurança do estabelecimento não podem servir para outros efeitos, como despedir um trabalhador que está ao telemóvel. Helena pressiona Raul para que tire Bruno da recepção e à falta de outra solução, o advogado resolve contratar a sua cliente Magda, à experiência. Mas os vícios do passado vão perseguir Magda. Júlia vai levar um caso para Sofia resolver. Ao encontrar-se num bar com Bruno, Júlia percebe que o grupo que está a cantar e a vender os seus CD´s está a plagiar uma música dos Xutos e Pontapés. Indignada, comunica o facto à banda e manda uma cópia por mail. Zé Pedro, dos Xutos acede em ir ao escritório encontrar-se com Sofia para resolver o caso. À medida que os factos se desenrolam e depois de falar com o autor do plágio, Zé Pedro revela que tem um grande coração. |             |                         |                 |                                                                                             |                |
| |             |                         |                 |                                                                                             |                |
| 3.10 | Episódio 42 | João Nunes              | Sérgio Graciano | 26 de abril de 2012                                                                         | 250 695        |
| Helena, visivelmente cansada conduz a habitual reunião das Vasconcelos e Brito e anuncia que o escritório tem um novo cliente: O Futebol Clube de Lisboa que subiu à primeira Liga. O acompanhamento do caso vai ser entregue a Guilherme, o único que confessa que não percebe nada de futebol e que por isso mesmo, por não ter nenhuma tendência futebolística, Helena considera como sendo o advogado adequado para resolver o assunto. O clube queixa-se de um jornal que publicou uma notícia que alegam ser falsa, segundo a qual o Futebol Clube de Lisboa devia ao fisco 2 milhões de euros. Francisco chega atrasado à reunião mas tem uma justificação. Anuncia que se vai casar e começa a distribuir convites por todos. Isabel vai tratar de um caso que envolve uma menina de 8 anos. Cátia vivia com a mãe, uma ex toxicodependente, na Alemanha. Mas, na última visita ao pai, em Portugal, este e a avó decidiram que a filha não regressaria porque a mãe não tinha condições para tratar dela. Estava sempre a mudar de casa de emprego e de telefone, dificultando a comunicação com o pai. Perante este cenário, Isabel terá que provar que a mãe não tem condições de estabilidade para criar a criança. No entanto, para além da vontade dos pais, a vontade da criança e as razões que a levaram a não querer regressar à Alemanha, apesar de gostar da mãe é que vão ser determinantes para resolver o caso. Raul recebe uma queixa de um cliente importante, segundo o qual, Helena deixou passar um prazo. O cliente ameaça mesmo procurar o escritório de Serena, a grande rival de Helena. Furioso, Raul obriga Helena a aceitar a ajuda de Guilherme que assim deixa para Francisco o caso do clube de futebol. |             |                         |                 |                                                                                             |                |
| |             |                         |                 |                                                                                             |                |
| 3.11 | Episódio 43 | Pedro Lopes             | Sérgio Graciano | 3 de maio de 2012                                                                           | 237 501        |
| Depois da agressão a Francisco, o ambiente na reunião de trabalho na Vasconcelos e Brito é tenso até à chegada de Pedro que trás informações do colega. Segundo os médicos, as próximas 48 horas serão determinantes para perceber se as agressões deixaram sequelas. Raul fica com o caso do filho de um ex-ministro, acusado de homicídio. À porta de uma discoteca Bernardo matou a tiro um outro jovem que lançou um piropo à namorada, por quem estava muito apaixonado, chamando-a primeiro de escurinha e depois dizendo que a queria apalpar. À conversa com o advogado, Bernardo arma-se em duro e diz não ter medo da prisão porque não será por muito tempo. Raul será obrigado a por o jovem em sentido lembrando-lhe que se não se esforçar por mostrar ao tribunal que está arrependido pode ficar na prisão mais anos do que aqueles que tem. Raul tentará provar que o homicídio é simples e não qualificado porque não houve premeditação e para isso será determinante o testemunho do segurança do bar, a quem pertencia a arma e da namorada. Sofia encontra Sérgio, um antigo colega da faculdade e depois de concluírem que continuam solteiros e sem filhos marcam um encontro e não perdem tempo. Dentro do carro começam a beijar-se mas quando se preparam para ir para a casa de um ou de outro e Sérgio faz questão de comprar preservativos, Sofia dá a conhecer as suas verdadeiras intenções de ser mãe, deixando Sérgio sem palavras. O advogado pede para pensar. Helena dá um voto de confiança ao estagiário Bruno e entrega-lhe um caso complicado que envolve corridas de cavalos. Bruno vai defender Jorge que fez um contrato para a cedência de um cavalo de corrida. |             |                         |                 |                                                                                             |                |
| |             |                         |                 |                                                                                             |                |
| 3.12 | Episódio 44 | Tiago R. Santos         | Sérgio Graciano | 10 de maio de 2012                                                                          | 200 556        |
| Recuperado das agressões que sofreu, Francisco regressa ao trabalho e participa na habitual reunião da Vasconcelos e Brito para análise e distribuição de trabalho. Helena que está particularmente nervosa e com pressa, entrega a Raul um caso complicado de um professor universitário de língua e literatura portuguesas, idoso e doente de coração que é suspeito de assalto a um banco. Joel, assim se chama o professor escreveu um livro a contar a história de um assalto a um banco que agora passou da ficção à realidade. Os assaltantes terão seguido todos os pormenores do livro, sendo que durante as buscas à casa do professor encontraram dois gorros para tapar a cara e pistolas de plástico iguais às do assalto e do livro que, segundo Joel, eram dos filhos brincarem quando eram pequenos. Como se não bastasse, o banco até fica num quarteirão abaixo da residência do professor. Joel não tem muito a seu favor, uma vez que passou o dia todo em casa sozinho e só o telefonema de um dos filhos perto da hora do assalto poderá fazer a diferença quando Raul pedir a abertura de instrução para evitar que Joel vá a julgamento. O filho recusa-se a testemunhar a favor do pai porque afinal tanto ele, como o irmão tem mais explicações a dar. Isabel não consegue que Guilherme lhe dê atenção sobretudo depois de ter tentado vasculhar a vida dele e o seu passado em Bruxelas. O desprezo de Guilherme deixa Isabel agastada e isso reflecte-se em tribunal, prejudicando a imagem do escritório. |             |                         |                 |                                                                                             |                |
| |             |                         |                 |                                                                                             |                |
| 3.13 | Episódio 45 | Ricardo Martins Pereira | Sérgio Graciano | 17 de maio de 2012                                                                          | 295 556        |
| A reunião da Vasconcelos e Brito decorre com Raul amuado depois de ter sido multado por um polícia municipal. Um caso que será Helena a defender. De resto, Helena pede a Pedro para oferecer a uma companhia de aviação que acabou de perder um processo em tribunal contra uma associação ambientalista, a assessoria jurídica do escritório. Raul é procurado por Salvador, filho de Joel, um antigo cliente do advogado que entretanto faleceu. Joel era professor universitário e tinha escrito um livro sobre um assalto que acabou por passar da ficção para a realidade. Dada a coincidência, Joel foi acusado de ter efectuado o assalto a um banco mas, na instrução do processo, Joel não chegou a ser pronunciado e mais tarde conclui-se que teria sido o outro filho a cometer o assalto, seguindo à risca a história escrita pelo pai. Ao ver Salvador, Raul que estava furioso com o policia, corre com ele do escritório, lembrando-lhe como tinha sido ingrato para o pai, não querendo testemunhar e como tinha insultado Joel, quando o irmão foi preso. Júlia combina ir ao teatro com Bruno mas à última hora desmarca o compromisso com o jovem advogado para ir ter com Sebastião. Sofia encontra Ismael, antigo conhecido, no parque de estacionamento e logo combina um almoço com ele. Daí aos primeiros beijos é num instante. Francisco pede ao investigador Paulo se consegue junto da polícia que seja dada prioridade à investigação do assalto e agressão de que foi vítima. Paulo fica um pouco incomodado com o pedido. Raul é acusado de desobediência, injúria agravada, ameaça e resistência à autoridade. O polícia municipal queixa-se que Raul o insultou, chamando-lhe palhaço e imbecil, não se quis identificar e quando o tentou deter, o advogado tentou agredi-lo.                                                |             |                         |                 |                                                                                             |                |
| |             |                         |                 |                                                                                             |                |
| 3.14 | Episódio 46 | Pedro Lopes             | Sérgio Graciano | 24 de maio de 2012                                                                          | 171 528        |
| No escritório, o dia começa do avesso. Helena não aparece e manda um recado simples a dizer que ficará em casa e Raul chega atrasado trazendo consigo um cachorro, meio labrador, meio vira lata. Guilherme vai enfrentar a rival do escritório, Serena num processo que opõe o Futebol Clube de Lisboa, ex-cliente da Vasconcelos, a uma mulher cujo marido morreu no estádio, vítima de um very light, disparado por um elemento da claque. O homicida já foi preso, mas a mulher da vítima quer responsabilizar também o clube e receber uma indemnização de mais de 500 mil euros. Raul deixa muito claro, a Guilherme que não quer perder este caso. Sofia vai defender Dina, uma mulher a quem o ex-marido não paga a pensão de alimentos. Na sequência do divórcio, o filho do casal ficou a viver com a mãe e o marido obrigado a pagar uma pensão de mil euros. Os advogados tentam um acordo mas o ex-marido não está disponível para pagar o que deve. Durante a reunião, o advogado da outra parte revela que Dina não é nenhuma santa e que o julgamento só servirá para lavar roupa suja. Sofia fica com a pulga atrás da orelha e questiona a cliente sobre o seu passado mas ela desvaloriza referindo que são coisas da cabeça do marido, porque a vida dela é branca e imaculada. No julgamento, no entanto, a verdade virá ao de cima. Guilherme começa a ser pressionado. O assessor jurídico do Clube faz-lhe uma espera junto ao carro para lhe dizer que devia aceitar o acordo e pôr uma pedra em cima do assunto, uma vez que o criminoso já está preso e a claque foi banida. No entanto, Guilherme, seguindo a pretensão da sua cliente quer fazer do caso um exemplo e não pretende desistir. |             |                         |                 |                                                                                             |                |
| |             |                         |                 |                                                                                             |                |
| 3.15 | Episódio 47 | Tiago R. Santos         | Sérgio Graciano | 14 de junho de 2012                                                                         | 241 644        |
| Os advogados aguardam na sala por Raul e Helena para a reunião semanal. Helena não vai ao escritório e Raul quando finalmente chega é confrontado por Pedro, indignado pelo atraso. Francisco coloca-se do lado de Pedro e Sofia contra os dois. Impávido e sereno, Raul brinca com umas moedas, tal como Afonso fazia. No meio da discussão e depois de uma troca de olhares, Guilherme e Isabel saem da reunião sem dar qualquer explicação. No final da reunião, Raul lembra a Isabel que ela e Guilherme tem em mãos um processo muito importante de associação criminosa que tem de ganhar e, por isso, os problemas pessoais entre ela e Guilherme não devem interferir. Guilherme e Isabel vão a tribunal mas Marco, o queixoso e única testemunha do processo, desaparece do tribunal antes mesmo de ser chamado. Sem esta testemunha que assistiu a um dos assaltos e viu a cara de um dos arguidos, o caso pode ficar comprometido. Como se não bastasse, Guilherme e Isabel começam a ser ameaçados. Os advogados pedem ajuda a Paulo para tentarem descobrir o cliente mas este acaba por aparecer no escritório. Marco revela que a família está a ser ameaçada e, por isso, já não sabe se quer testemunhar. Guilherme e Isabel tentam fazê-lo entender que sem o testemunho dele, os arguidos poderão ser absolvidos. Apesar de fazerem um esforço para se concentrar no processo, Isabel não consegue esquecer o beijo que deu a Guilherme e o facto de gostar dele. Um amor que não é correspondido. Guilherme pede a Raul para o tirar do processo e quando chama Isabel para tentar esclarecer tudo, esta revela que o problema é que Guilherme é homossexual. Para espanto de Guilherme, Raul aceita muito bem a revelação e até adianta que se fosse mais novo gostava de experimentar.                                                     |             |                         |                 |                                                                                             |                |
| |             |                         |                 |                                                                                             |                |
| 3.16 | Episódio 48 | Luís Filipe Borges      | Sérgio Graciano | 28 de junho de 2012                                                                         | 240 140        |
| A notícia de uma revista social segundo a qual Guilherme é gay e tem um namorado na Bélgica, deixa o escritório em alvoroço. Raul oferece o gabinete de Helena a Francisco para que ele se inspire para o seu novo caso. Francisco vai ter de defender uma mulher que perdeu o filho. O menino de oito anos foi atropelado ao atravessar a rua de skate depois de sair do táxi que habitualmente o levava a casa. Na assistência, Francisco vai ter Helena a observá-lo. Mas este não será o seu maior problema. O Jovem advogado vai ter de viver sob a ameaça do homem que agrediu, para defender Guilherme. O Filho de Isabel é assaltado e apesar do criminoso se mostrar arrependido, Isabel não vai descansar enquanto não provar que é tudo fingido. Sofia está cada vez mais próxima de Nuno, o filho do namorado e Júlia aceita viver com Sebastião para grande desgosto de Bruno. |             |                         |                 |                                                                                             |                |
| |             |                         |                 |                                                                                             |                |
| 3.17 | Episódio 49 | Luís Filipe Borges      | Sérgio Graciano | 5 de julho de 2012                                                                          | 249 377        |
| A Vasconcellos & Brito vai patrocinar um caso de um assalto a uma ourivesaria, transmitido em directo pelas televisões e que obriga à intervenção do Grupo de Operações Especiais da PSP. O assaltante que ameaçava a vida da proprietária e de uma das funcionárias, acaba por ser morto mas há um que consegue fugir e, em tribunal, a testemunha só o consegue identificar pela voz. Sofia vai defender um miúdo vítima de um disparo com uma arma de chumbos de um amigo. Helena recebe o veredicto da médica sobre o cancro, no mesmo dia em que Raul lhe faz uma declaração amorosa, manifestando vontade de ficar para sempre com ela. Para tentar arrumar a sua vida, Helena quer afastar-se do escritório e oferece sociedade à rival Serena, através da venda da sua parte. |             |                         |                 |                                                                                             |                |
| |             |                         |                 |                                                                                             |                |
| 3.18 | Episódio 50 | Pedro Lopes             | Sérgio Graciano | 11 de julho de 2012                                                                         | 253 334        |
| O escritório da Vasconcellos, Brito e & Associados é assaltado, provocando grande agitação entre os advogados. Raul consegue, a muito custo, devolver a calma ao escritório. Francisco diz que os responsáveis pelo assalto são os homens que andam atrás dele, especialistas em carjaking. Pedro, por outro lado, dá conta de que lhe foi roubado um dossier, onde tinha informações comprometedoras sobre os seus concorrentes a bastonário da ordem. Raul patrocina Carla, uma mulher que deseja justiça pela morte do seu filho. O miúdo caiu no poço do elevador e Carla quer processar a dona do prédio, acusando-a de homicídio por negligencia. O caso parece fácil à partida, pois as portas para o poço do elevador eram iguais às dos apartamentos e, as fechaduras não tinham trinco. Amélia necessita utilizar os terrenos de um homem, como passagem de maquinaria para fazer obras no seu prédio, que sofreu graves infiltrações. Como o vizinho não permite, a mulher recorre aos serviços de Bruno, para que o advogado consiga a ordem judicial para o efeito. Francisco, movido pelo medo de ser atacado pelos bandidos que julga andarem a persegui-lo, compra um revolver. Raul é apanhado de surpresa ao saber que Helena tenciona vender a Serena a sua participação no escritório. Fica devastado e faz-lhe sentir a sua mágoa. Sofia fica muito incomodada por saber que o casamento do namorado acabou, porque Ismael traiu a mulher. |             |                         |                 |                                                                                             |                |
| |             |                         |                 |                                                                                             |                |
| 3.19 | Episódio 51 | Nuno Duarte             | Sérgio Graciano | 12 de julho de 2012                                                                         | 184 723        |
| Raul fica incomodado com a intenção de Isabel em concorrer a um lugar na magistratura, e também com o facto de Pedro persistir em ter o telemóvel ligado, para saber se foi eleito bastonário da Ordem dos Advogados. Helena põe ordem na reunião, dando sinais de que não está bem de saúde, mas distribui o trabalho pelos colegas. Pedro recebe uma mensagem que anuncia a sua derrota na eleição. Helena e Raul dão-lhe apoio e ela chega mesmo a dizer que Pedro é o seu sucessor, quando deixar a sociedade. Pedro fica mais animado. Guilherme defende Adriano, artista de rock praticamente condenado por ter abandonado uma vítima, depois de um acidente de automóvel em que esteve envolvido. Sofia representa Beatriz, que corre o risco de ser despejada de casa com as duas filhas, após a morte de Hugo, o companheiro com quem vivia em união de facto. A mãe do rapaz nunca viu com bons olhos a relação do filho e quer agora ficar com a casa para si. Ana Paula não sabe, contudo, que está prestes a ser avó, uma notícia que vai mudar o rumo do caso. Raul fica arrasado ao saber que Helena está a morrer com um cancro no útero. Sebastião volta a desiludir Júlia, ao cancelar o fim-de-semana romântico que tinham planeado. |             |                         |                 |                                                                                             |                |
| |             |                         |                 |                                                                                             |                |
| 3.20 | Episódio 52 | Pedro Lopes             | Sérgio Graciano | 19 de julho de 2012                                                                         | 311 390 (‡)    |
| Raul sofre com a doença terminal de Helena e até começa a requentar um psicólogo, embora não consiga sentir-se melhor por isso. Conta com a compreensão de Júlia e Guilherme, quando decide alhear-se dos compromissos do escritório. Raul procura Helena em casa e como não obtém resposta, vai jogar sueca com idosos para o jardim. Revela-se tão fraco jogador, que é alvo de troça dos companheiros de ocasião. Pedro patrocina dois vendedores de automóveis rivais que foram enganados pelo mesmo burlão. O caso não é fácil, uma vez que cada queixoso consegue ser mais desastrado que o outro. Antes da audiência, o burlão implora a Pedro que não exponha os seus crimes, oferecendo em troca a confissão dos crimes. Sofia tem entre mãos o caso de Maria Eugénia, que perdeu o marido num acidente de automóvel. Apesar da seguradora ter concordado em pagar-lhe uma indemnização, recusa compensar a filha, Manuela, por esta não ter ainda nascido à data da morte do pai. Guilherme casa, finalmente, com o seu namorado William. Raul decide vender a sociedade, reformar-se e, ir viver para uma casa que tem no campo, com Helena que, pouco tempo já tem de vida. Pedro e Sofia compram a sociedade a Raul e Helena. O primeiro caso que defendem como donos do escritório, será o do colega Francisco que, numa estação de serviço, mata a sangue frio um dos assaltantes que lhe roubou o carro e o agrediu. |             |                         |                 |                                                                                             |                |
| |             |                         |                 |                                                                                             |                |

## Episódios Especiais
| 01 | Making Of | 13 de outubro de 2008 | 785 097 |  |  |
| Making Of da série Liberdade 21, que mostra o dia a dia de um escritório de advogados, em Lisboa. A história centra-se no quotidiano de sete personagens, interpretadas por Ana Nave e António Capelo, Rita Lello, Albano Jerónimo e Ivo Canelas, Inês Castel-Branco e Ruben Gomes. Os bastidores de "Liberdade 21", a nova série de ficção nacional da RTP! |           |                       |         |  |  |
| |           |                       |         |  |  |

Legenda:
- (‡) Episódio Mais Visto da Temporada
- (†) Episódio Menos Visto da Temporada